# Notiobiella mexicana
Notiobiella mexicana is een insect uit de familie van de bruine gaasvliegen (Hemerobiidae), die tot de orde netvleugeligen (Neuroptera) behoort. 
Notiobiella mexicana is voor het eerst wetenschappelijk beschreven door Banks in 1913.